# Bruno Versavel
Bruno Versavel (Diest, 27 agosto 1967) è un ex calciatore belga, di ruolo centrocampista.

## Statistiche

### Cronologia presenze e reti in nazionale
| Cronologia completa delle presenze e delle reti in nazionale ― Belgio | Cronologia completa delle presenze e delle reti in nazionale ― Belgio | Cronologia completa delle presenze e delle reti in nazionale ― Belgio | Cronologia completa delle presenze e delle reti in nazionale ― Belgio | Cronologia completa delle presenze e delle reti in nazionale ― Belgio | Cronologia completa delle presenze e delle reti in nazionale ― Belgio | Cronologia completa delle presenze e delle reti in nazionale ― Belgio | Cronologia completa delle presenze e delle reti in nazionale ― Belgio |
| Data                                                                  | Città                                                                 | In casa                                                               | Risultato                                                             | Ospiti                                                                | Competizione                                                          | Reti                                                                  | Note                                                                  |
| --------------------------------------------------------------------- | --------------------------------------------------------------------- | --------------------------------------------------------------------- | --------------------------------------------------------------------- | --------------------------------------------------------------------- | --------------------------------------------------------------------- | --------------------------------------------------------------------- | --------------------------------------------------------------------- |
| 12-10-1988                                                            | Anversa                                                               | Belgio                                                                | 1 – 2                                                                 | Brasile                                                               | Amichevole                                                            | -                                                                     |                                                                       |
| 19-10-1988                                                            | Bruxelles                                                             | Belgio                                                                | 1 – 0                                                                 | Svizzera                                                              | Qual. Mondiali 1990                                                   | -                                                                     |                                                                       |
| 15-2-1989                                                             | Lisbona                                                               | Portogallo                                                            | 1 – 1                                                                 | Belgio                                                                | Qual. Mondiali 1990                                                   | -                                                                     |                                                                       |
| 29-4-1989                                                             | Bruxelles                                                             | Belgio                                                                | 2 – 1                                                                 | Cecoslovacchia                                                        | Qual. Mondiali 1990                                                   | -                                                                     |                                                                       |
| 27-5-1989                                                             | Bruxelles                                                             | Belgio                                                                | 1 – 0                                                                 | Jugoslavia                                                            | Amichevole                                                            | -                                                                     |                                                                       |
| 1-6-1989                                                              | Lilla                                                                 | Lussemburgo                                                           | 0 – 5                                                                 | Belgio                                                                | Qual. Mondiali 1990                                                   | -                                                                     |                                                                       |
| 6-9-1989                                                              | Bruxelles                                                             | Belgio                                                                | 3 – 0                                                                 | Portogallo                                                            | Qual. Mondiali 1990                                                   | -                                                                     |                                                                       |
| 11-10-1989                                                            | Basilea                                                               | Svizzera                                                              | 2 – 2                                                                 | Belgio                                                                | Qual. Mondiali 1990                                                   | -                                                                     |                                                                       |
| 25-10-1989                                                            | Bruxelles                                                             | Belgio                                                                | 1 – 1                                                                 | Lussemburgo                                                           | Qual. Mondiali 1990                                                   | 1                                                                     |                                                                       |
| 17-1-1990                                                             | Atene                                                                 | Grecia                                                                | 2 – 0                                                                 | Belgio                                                                | Amichevole                                                            | -                                                                     |                                                                       |
| 21-2-1990                                                             | Bruxelles                                                             | Belgio                                                                | 0 – 0                                                                 | Svezia                                                                | Amichevole                                                            | -                                                                     | 74’                                                                   |
| 26-5-1990                                                             | Bruxelles                                                             | Belgio                                                                | 2 – 2                                                                 | Romania                                                               | Amichevole                                                            | -                                                                     |                                                                       |
| 2-6-1990                                                              | Bruxelles                                                             | Belgio                                                                | 3 – 0                                                                 | Messico                                                               | Amichevole                                                            | 1                                                                     |                                                                       |
| 6-6-1990                                                              | Bruxelles                                                             | Belgio                                                                | 1 – 1                                                                 | Polonia                                                               | Amichevole                                                            | -                                                                     |                                                                       |
| 12-6-1990                                                             | Verona                                                                | Belgio                                                                | 2 – 0                                                                 | Corea del Sud                                                         | Mondiali 1990 - 1º turno                                              | -                                                                     |                                                                       |
| 17-6-1990                                                             | Verona                                                                | Belgio                                                                | 3 – 1                                                                 | Uruguay                                                               | Mondiali 1990 - 1º turno                                              | -                                                                     | 65’                                                                   |
| 26-6-1990                                                             | Bologna                                                               | Inghilterra                                                           | 1 – 0 dts                                                             | Belgio                                                                | Mondiali 1990 - Ottavi di finale                                      | -                                                                     | 107’                                                                  |
| 12-9-1990                                                             | Bruxelles                                                             | Belgio                                                                | 0 – 2                                                                 | Germania Est                                                          | Amichevole                                                            | -                                                                     | 68’                                                                   |
| 17-10-1990                                                            | Cardiff                                                               | Galles                                                                | 3 – 1                                                                 | Belgio                                                                | Qual. Euro 1992                                                       | 1                                                                     |                                                                       |
| 13-2-1991                                                             | Terni                                                                 | Italia                                                                | 0 – 0                                                                 | Belgio                                                                | Amichevole                                                            | -                                                                     |                                                                       |
| 27-2-1991                                                             | Bruxelles                                                             | Belgio                                                                | 3 – 0                                                                 | Lussemburgo                                                           | Qual. Euro 1992                                                       | -                                                                     |                                                                       |
| 27-3-1991                                                             | Bruxelles                                                             | Belgio                                                                | 1 – 1                                                                 | Galles                                                                | Qual. Euro 1992                                                       | -                                                                     | 86’                                                                   |
| 1-5-1991                                                              | Hannover                                                              | Germania                                                              | 1 – 0                                                                 | Belgio                                                                | Qual. Euro 1992                                                       | -                                                                     |                                                                       |
| 26-2-1992                                                             | Tunisi                                                                | Tunisia                                                               | 2 – 1                                                                 | Belgio                                                                | Amichevole                                                            | -                                                                     | 68’                                                                   |
| 25-3-1992                                                             | Parigi                                                                | Francia                                                               | 3 – 3                                                                 | Belgio                                                                | Amichevole                                                            | -                                                                     | 58’                                                                   |
| 3-6-1992                                                              | Toftir                                                                | Fær Øer                                                               | 0 – 3                                                                 | Belgio                                                                | Qual. Mondiali 1994                                                   | -                                                                     | 75’                                                                   |
| 17-11-1993                                                            | Bruxelles                                                             | Belgio                                                                | 0 – 0                                                                 | Cecoslovacchia                                                        | Qual. Mondiali 1994                                                   | -                                                                     |                                                                       |
| 7-6-1995                                                              | Skopje                                                                | Macedonia                                                             | 0 – 5                                                                 | Belgio                                                                | Qual. Euro 1996                                                       | 1                                                                     |                                                                       |
| Totale                                                                |                                                                       | Presenze                                                              | 28                                                                    |                                                                       | Reti                                                                  | 4                                                                     |                                                                       |

## Palmarès

### Club

#### Competizioni nazionali
- Campionato belga: 4

Mechelen: 1988-1989
Anderlecht: 1992-1993, 1993-1994, 1994-1995
- Coppa del Belgio: 1

Anderlecht: 1983-1984
- Supercoppa del Belgio: 1

Anderlecht: 1993, 1995

#### Competizioni internazionali
- Supercoppa UEFA: 1

Mechelen: 1988